# Bláthy Ottó Titusz

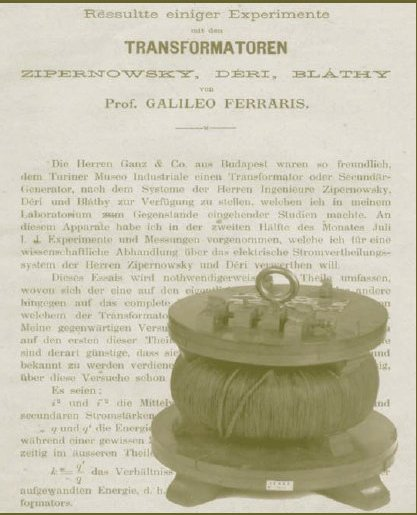
Galileo Ferraris professzor szakvéleménye

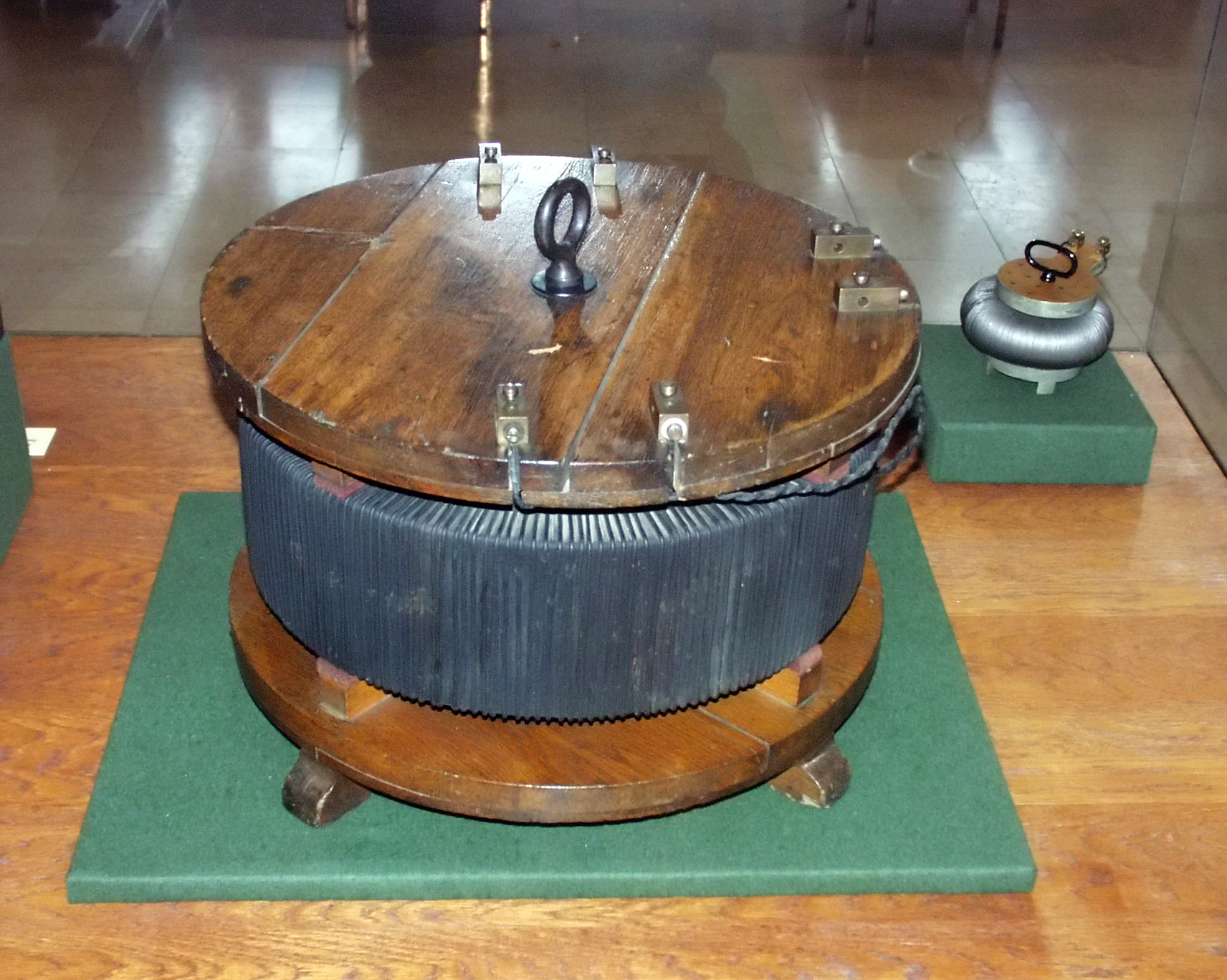
Az első transzformátorok (Déri-Bláthy-Zipernowsky, Budapest, 1885)

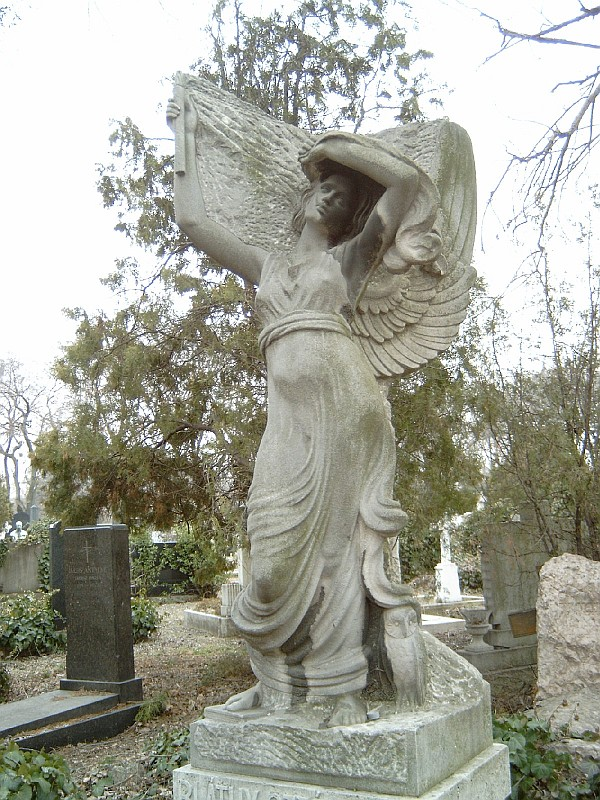
Bláthy Ottó Titusz sírja Budapesten. Kerepesi temető: 34-1-45. Petri Lajos műve

Bláthy Ottó Titusz (Tata, 1860. augusztus 11. – Budapest, 1939. szeptember 26.) gépészmérnök, feltaláló, a Magyar Tudományos Akadémia tagja.

## Életpályája
Iskoláit Tatán és Bécsben végezte, 1882-ben szerzett gépészmérnöki diplomát a bécsi műegyetemen, 1881–1883 között a MÁV gépgyárában gyakornokként, majd szerkesztő-rajzolóként dolgozott. Ez a munka nem elégítette ki, figyelmét felkeltették Zipernowsky növekvő sikerei, és érdeklődött az elhelyezkedés lehetőségeiről. 1883. július 1-jétől gépszerkesztőként alkalmazták.
Mivel saját bevallása szerint az egyetemen elektrotechnikából semmit sem tanult, ezért elméleti szinten kezdett foglalkozni az elektromosság alaptörvényeivel, a mágneses körök törvényszerűségeivel. A Maxwell-egyenletek és saját kísérleti módszerei alapján – elsőként a világon – gyakorlatban használható módszert dolgozott ki a mágneses körök méretezésére. Gisbert Kapp, majd John Hopkinson, aki után az úgynevezett mágneses Ohm-törvényt elnevezték, csak 1886-ban, illetve 1887-ben közölték erre vonatkozó tanulmányaikat. (Érdemes megemlíteni, hogy amerikai útja során, 1886-ban az Edison műveknél az egyenáramú gépeket kísérleti eredmények alapján összeállított táblázatok segítségével szerkesztették. Bláthy megemlítette, hogy ő a szükséges adatokat számítással határozza meg. Próbaképpen egy tervezés alatt álló dinamóra ki is számította a gerjesztési adatokat. Edison mérnökei úgy fogadták, hogy a hosszas kísérletekkel megállapított táblázat értékeit „elég jól megközelíti”. A tényleges eltérés 2% volt.)
Bláthy ismeretei a mágneses körök kialakítása terén döntő jelentőségűek lettek a transzformátor kialakításánál. A felismert törvényszerűségek alapján már 1883-ban átalakította a gyár akkori egyenáramú géptípusát, aminek hatására a gépek teljesítménye megnőtt, azonos súly mellett. A kezdeti időszakban ismerte fel a villamos gépek hőleadásának törvényszerűségeit is. Addig mások csak az áramsűrűség és a melegedés közötti összefüggést állapították meg. Bláthy mondta ki először, hogy egy vezető, vagy egy gép melegedése attól függ, hány watt jut a hőleadó felület egységére.
Zipernowsky felismerte fiatal munkatársa képességeit, és az 1884-es torinói Olasz Nemzeti Kiállításon a Ganz gyárat már Bláthy képviselte. Itt megismerte Gaulard és Gibbs ún. szekunder generátoros váltakozó áramú áramelosztó rendszerét. Bláthy rögtön felismerte annak gyengéit. Hazatérve beszámolt Zipernowskynak, aki Déri közreműködésével már dolgozott az áramelosztás rendszerén. Bláthy tapasztalatai új lendületet adtak a kísérleteknek, amelyek kibővültek az indukciós készülék zárt vasmagos kialakításával. (Bláthy ugyanis 1884 nyarán behatóan tanulmányozta Faraday 1883-as, elektromágneses indukciót felfedező kísérleteinek leírását, és rájött arra, hogy már Faraday felismerte a pólusnélküliség – a zárt vasmag – jelentőségét. Így azután nem meglepő, hogy – 1884. július-augusztusi keltezéssel – indukciós készülékekkel kapcsolatos kísérleteket jegyeztek fel a Ganz gyárban.) Az események ettől kezdve felgyorsultak. A villamossági üzemben 1885-ben Zipernowsky Károllyal és Déri Miksával feltalálta a energiaátvitelre is alkalmas zárt vasmagú transzformátort. A szakvilágnak az 1885-ös budapesti Országos Kiállításon mutatták be.
Kisebb megbízások után – Galileo Ferraris véleménye alapján – megrendelték az első nagyszabású erőművet Róma városa részére, amelyet 1886 októberében helyeztek üzembe. A növekvő szükséglet új erőmű megépítését tette szükségessé. A Rómától 30 km-re fekvő Tivoli környékének vízeséseit használták ki. A megbízást a Ganz kapta. Az erőmű hat vízturbinával kapcsolt 5000 V kapocsfeszültségű generátorai párhuzamosan működtek a régi római erőmű gőzgépes generátoraival. A két erőművet a világon elsőként nagyfeszültségű távvezeték kötötte össze.
Számos egyéb találmánya is volt, például a villamos fogyasztásmérő és a háromfázisú generátor is. 1886-tól 96 bejelentett szabadalma volt. Ezen kísérleteinek egy részénél közreműködött Neustadt Lipót. 1889-ben hozták forgalomba szabadalmazott, indukciós fogyasztásmérőit, amelynek súlyát később állandóan csökkentette. A minden lakásban megtalálható „villanyóra” lényegében ma is ugyanolyan szerkezet, mint amilyennek ő megalkotta. Vízturbinás generátorok állórészében alkalmazott, ún. tört horonyszámú tekercseléséért 1900-ban a párizsi világkiállításon nagydíjat nyert. Négypólusú forgórész-konstrukciójának szabadalmait a svájci BBC és a berlini SSW is megvásárolta.
Kandó Kálmán 1931-es halála után ő dolgozta át és fejezte be a Kandó-mozdonyok fázisváltójának konstrukcióját is; ez a rendkívül bonyolult gép a Kandó-mozdonyok legmegbízhatóbb része lett.
Kivételes képességekkel rendelkezett, káprázatos fejszámoló volt, páratlan emlékezőképességgel bírt. A Magyar Autóklub alelnöke volt, autóversenyek bírálóbizottsági tagja. Szenvedélyes kutyabarát, kutyatenyésztő. Haláláig a Ganz gyár szellemi vezére maradt. Rövid betegség után, 1939. szeptember 26-án hunyt el.

## Érdekesség
Milan Vidmar ljubljanai professzor, aki 1912–13-ban szintén a Ganz gyár dolgozója volt, megkérdezte Bláthyt: „Tulajdonképpen ki volt a transzformátor feltalálója?” Bláthy mosolyogva felelte „Természetesen Faraday”.

## Sakkfeladványszerzőként
Nagyszerű fejszámoló és sakkozó volt, egy időben a Magyar Sakkszövetség elnöke. 1891-ben Lipcsében jelent meg a sakkfeladványait tartalmazó Vielzügige Schachaufgaben című könyve. Sokáig övé volt a világ leghosszabb sakkfeladványa, s ma is ő tartja a rekordot az illegális sakkfeladvány (azaz olyan állás, amely szabályos játszma során nem jöhet létre) kategóriában 292 lépéssel.
Itt látható a nevezetes feladvány, amely azért illegális, mert az e6-on, h4-en és a g5-ön álló világos gyalogok csak a b, d- illetve az f-vonalról kerülhettek oda, ehhez pedig 8 ütés szükséges, márpedig sötét táborából csak 4 tiszt hiányzik:
|    | |    |    |    |    |    |    |
|    | \| \| \| \| \| \| \| \| \| \| \| \| \| \| \| \| \| \| \| \| \| \| \| \| \| \| \| \| \| \| \| \| \| \| \| \| \| \| \| \| \| \| \| \| \| \| \| \| \| \| \| \| \| \| \| \| \| \| \| \| \| \| \| \| \| \| \| \| \| \| \| \| |    |    |    |    |    |    |
|    | |    |    |    |    |    |    |
| a8 | b8 | c8 | d8 | e8 | f8 | g8 | h8 |
| a7 | b7 | c7 | d7 | e7 | f7 | g7 | h7 |
| a6 | b6 | c6 | d6 | e6 | f6 | g6 | h6 |
| a5 | b5 | c5 | d5 | e5 | f5 | g5 | h5 |
| a4 | b4 | c4 | d4 | e4 | f4 | g4 | h4 |
| a3 | b3 | c3 | d3 | e3 | f3 | g3 | h3 |
| a2 | b2 | c2 | d2 | e2 | f2 | g2 | h2 |
| a1 | b1 | c1 | d1 | e1 | f1 | g1 | h1 |

| a8 | b8 | c8 | d8 | e8 | f8 | g8 | h8 |
| a7 | b7 | c7 | d7 | e7 | f7 | g7 | h7 |
| a6 | b6 | c6 | d6 | e6 | f6 | g6 | h6 |
| a5 | b5 | c5 | d5 | e5 | f5 | g5 | h5 |
| a4 | b4 | c4 | d4 | e4 | f4 | g4 | h4 |
| a3 | b3 | c3 | d3 | e3 | f3 | g3 | h3 |
| a2 | b2 | c2 | d2 | e2 | f2 | g2 | h2 |
| a1 | b1 | c1 | d1 | e1 | f1 | g1 | h1 |

|    | |    |    |    |    |    |    |
|    | \| \| \| \| \| \| \| \| \| \| \| \| \| \| \| \| \| \| \| \| \| \| \| \| \| \| \| \| \| \| \| \| \| \| \| \| \| \| \| \| \| \| \| \| \| \| \| \| \| \| \| \| \| \| \| \| \| \| \| \| \| \| \| \| \| \| \| \| \| \| \| \| |    |    |    |    |    |    |
|    | |    |    |    |    |    |    |
| a8 | b8 | c8 | d8 | e8 | f8 | g8 | h8 |
| a7 | b7 | c7 | d7 | e7 | f7 | g7 | h7 |
| a6 | b6 | c6 | d6 | e6 | f6 | g6 | h6 |
| a5 | b5 | c5 | d5 | e5 | f5 | g5 | h5 |
| a4 | b4 | c4 | d4 | e4 | f4 | g4 | h4 |
| a3 | b3 | c3 | d3 | e3 | f3 | g3 | h3 |
| a2 | b2 | c2 | d2 | e2 | f2 | g2 | h2 |
| a1 | b1 | c1 | d1 | e1 | f1 | g1 | h1 |

| a8 | b8 | c8 | d8 | e8 | f8 | g8 | h8 |
| a7 | b7 | c7 | d7 | e7 | f7 | g7 | h7 |
| a6 | b6 | c6 | d6 | e6 | f6 | g6 | h6 |
| a5 | b5 | c5 | d5 | e5 | f5 | g5 | h5 |
| a4 | b4 | c4 | d4 | e4 | f4 | g4 | h4 |
| a3 | b3 | c3 | d3 | e3 | f3 | g3 | h3 |
| a2 | b2 | c2 | d2 | e2 | f2 | g2 | h2 |
| a1 | b1 | c1 | d1 | e1 | f1 | g1 | h1 |

| A megoldás: |
| --- |
| 1. Vd7+ ! Kb6 2. a5+ Ka7 3. Vd4+ Kb8 4. Vd8+ Ka7 5. Vb6+ Kb8 6. c3 ! Kc8 7. Vc5+ Kb8 8. Ve5+ Kc8 9. Vd5 Kc7 10. Vd7+ Kb8 11. Vd8+ Ka7 12. Vb6+ Kb8 13. e3 Kc8 14. Vc5+ Kb8 15. Ve5+ Kc8 16. Vd5 Kc7 17. Vd7+ Kb8 18. Vd8+ Ka7 19. Vb6+ Kb8 20. g3 Kc8 21. Vc5+ Kb8 22. Ve5+ Kc8 23. Vd5 Kc7 24. Vd7+ Kb8 25. Vd8+ Ka7 26. Vb6+ Kb8 27. Ka3 Kc8 28. Vc5+ Kb8 29. Ve5+ Kc8 30. Vd5 Kc7 31. Vd7+ Kb8 32. Vd8+ Ka7 33. Vb6+ Kb8 34. Kb2 Kc8 35. Vc5+ Kb8 36. Ve5+ Kc8 37. Vd5 Kc7 38. Vd7+ Kb8 39. Vd8+ Ka7 40. Vb6+ Kb8 41. Kc2 Kc8 42. Vc5+ Kb8 43. Ve5+ Kc8 44. Vd5 Kc7 45. Vd7+ Kb8 46. Vd8+ Ka7 47. Vb6+ Kb8 48. Kd2 Kc8 49. Vc5+ Kb8 50. Ve5+ Kc8 51. Vd5 Kc7 52. Vd7+ Kb8 53. Vd8+ Ka7 54. Vb6+ Kb8 55. Ke2 Kc8 56. Vc5+ Kb8 57. Ve5+ Kc8 58. Vd5 Kc7 59. Vd7+ Kb8 60. Vd8+ Ka7 61. Vb6+ Kb8 62. Kf2 Kc8 63. Vc5+ Kb8 64. Ve5+ Kc8 65. Vd5 Kc7 66. Vd7+ Kb8 67. Vd8+ Ka7 68. Vb6+ Kb8 69. Kg2 Kc8 70. Vc5+ Kb8 71. Ve5+ Kc8 72. Vd5 Kc7 73. Vd7+ Kb8 74. Vd8+ Ka7 75. Vb6+ Kb8 76. h3 gxh3+ 77. Kxh3 Kc8 78. Vc5+ Kb8 79. Ve5+ Kc8 80. Vd5 Kc7 81. Vd7+ Kb8 82. Vd8+ Ka7 83. Vb6+ Kb8 84. Kg2 Kc8 85. Vc5+ Kb8 86. Ve5+ Kc8 87. Vd5 Kc7 88. Vd7+ Kb8 89. Vd8+ Ka7 90. Vb6+ Kb8 91. Kf2 Kc8 92. Vc5+ Kb8 93. Ve5+ Kc8 94. Vd5 Kc7 95. Vd7+ Kb8 96. Vd8+ Ka7 97. Vb6+ Kb8 98. Ke2 Kc8 99. Vc5+ Kb8 100. Ve5+ Kc8 101. Vd5 Kc7 102. Vd7+ Kb8 103. Vd8+ Ka7 104. Vb6+ Kb8 105. Kd2 Kc8 106. Vc5+ Kb8 107. Ve5+ Kc8 108. Vd5 Kc7 109. Vd7+ Kb8 110. Vd8+ Ka7 111. Vb6+ Kb8 112. Kc2 Kc8 113. Vc5+ Kb8 114. Ve5+ Kc8 115. Vd5 Kc7 116. Vd7+ Kb8 117. Vd8+ Ka7 118. Vb6+ Kb8 119. Kb2 Kc8 120. Vc5+ Kb8 121. Ve5+ Kc8 122. Vd5 Kc7 123. Vd7+ Kb8 124. Vd8+ Ka7 125. Vb6+ Kb8 126. Ka3 Kc8 127. Vc5+ Kb8 128. Ve5+ Kc8 129. Vd5 Kc7 130. Vd7+ Kb8 131. Vd8+ Ka7 132. Vb6+ Kb8 133. Kb4 Kc8 134. Vc5+ Kb8 135. Ve5+ Ka7 136. Vd4+ Kb8 137. Vxh8 Kc7 138. Ve5+ Kc8 139. Vd5 Kb8 140. Vd8+ Ka7 141. Vb6+ Kb8 142. Ka3 Kc8 143. Vc5+ Kb8 144. Ve5+ Kc8 145. Vd5 Kc7 146. Vd7+ Kb8 147. Vd8+ Ka7 148. Vb6+ Kb8 149. Kb2 Kc8 150. Vc5+ Kb8 151. Ve5+ Kc8 152. Vd5 Kc7 153. Vd7+ Kb8 154. Vd8+ Ka7 155. Vb6+ Kb8 156. Kc2 Kc8 157. Vc5+ Kb8 158. Ve5+ Kc8 159. Vd5 Kc7 160. Vd7+ Kb8 161. Vd8+ Ka7 162. Vb6+ Kb8 163. Kd2 Kc8 164. Vc5+ Kb8 165. Ve5+ Kc8 166. Vd5 Kc7 167. Vd7+ Kb8 168. Vd8+ Ka7 169. Vb6+ Kb8 170. Ke2 Kc8 171. Vc5+ Kb8 172. Ve5+ Kc8 173. Vd5 Kc7 174. Vd7+ Kb8 175. Vd8+ Ka7 176) Vb6+ Kb8 177. Kf2 Kc8 178. Vc5+ Kb8 179. Ve5+ Kc8 180. Vd5 Kc7 181. Vd7+ Kb8 182. Vd8+ Ka7 183. Vb6+ Kb8 184. Kg2 Kc8 185. Vc5+ Kb8 186. Ve5+ Kc8 187. Vd5 Kc7 188. Vd7+ Kb8 189. Vd8+ Ka7 190. Vb6+ Kb8 191. Kh3 Kc8 192. Vc5+ Kb8 193. Ve5+ Kc8 194. Vd5 Kc7 195. Vd7+ Kb8 196. Vd8+ Ka7 197. Vb6+ Kb8 198. g4 Kc8 199. Vc5+ Kb8 200. Ve5+ Kc8 201. Vd5 Kc7 202. Vd7+ Kb8 203. Vd8+ Ka7 204. Vb6+ Kb8 205. gxh5 gxh5 206. Kg2 Kc8 207. Vc5+ Kb8 208. Ve5+ Kc8 209. Vd5 Kc7 210. Vd7+ Kb8 211. Vd8+ Ka7 212. Vb6+ Kb8 213. Kf2 Kc8 214. Vc5+ Kb8 215. Ve5+ Kc8 216. Vd5 Kc7 217. Vd7+ Kb8 218. Vd8+ Ka7 219. Vb6+ Kb8 220. Ke2 Kc8 221. Vc5+ Kb8 222. Ve5+ Kc8 223. Vd5 Kc7 224. Vd7+ Kb8 225. Vd8+ Ka7 226. Vb6+ Kb8 227. Kd2 Kc8 228. Vc5+ Kb8 229. Ve5+ Kc8 230. Vd5 Kc7 231. Vd7+ Kb8 232. Vd8+ Ka7 233. Vb6+ Kb8 234. Kc2 Kc8 235. Vc5+ Kb8 236. Ve5+ Kc8 237. Vd5 Kc7 238. Vd7+ Kb8 239. Vd8+ Ka7 240. Vb6+ Kb8 241. Kb2 Kc8 242. Vc5+ Kb8 243. Ve5+ Kc8 244. Vd5 Kc7 245. Vd7+ Kb8 246. Vd8+ Ka7 247. Vb6+ Kb8 248. Ka3 Kc8 249. Vc5+ Kb8 250. Ve5+ Kc8 251. Vd5 Kc7 252. Vd7+ Kb8 253. Vd8+ Ka7 254. Vb6+ Kb8 255. Kb4 Kc8 256. Vc5+ Kb8 257. Kxc4 Va7 258. Vxa7+ Kxa7 259. Kc5 b6+ 260. axb6+ Kb7 261. c4 a5 262. Kb5 a4 263. Kxa4 Kxb6 264. Kb4 Kc6 265. c5 Kd5 266. Kb5 Kxe6 267. Kc6 Kf7 268. Kd7 e5 269. c6 He7 270. c7 Hd5 271. c8V Hb6+ 272. Kd8 Hxc8 273. Kxc8 Ke8 274. Kc7 Ke7 275. Kc6 Ke6 276. Kc5 Ke7 277. Kd5 Kf7 278. Kxe5 Kg7 279. Kxe4 Kg6 280. Kf4 Kf7 281. Kf5 Kg7 282. e4 Kf7 283. g6+ Ke7 284. e5 Kf8 285. e6 Ke7 286. g7 Kd6 287. g8V Kc5 288. e7 Kd4 289. e8V Kc5 290. Ve5+ Kb4 291. Vgb8+ Kc4 292. Vbb5++ Vastaggal kiemeltük a várakozó lépések közötti „hasznos” lépéseket, hogy jobban áttekinthető legyen világos manővere. Világosnak le kell nyernie a h8-on álló sötét huszárt és szabadgyalogot kell képeznie a királyszárnyon, de eközben nem szabad a sötét vezért kiengedni a sarokból. Ehhez a világos királynak kétszer is át kell vándorolni a tábla másik felére. |

## Nyelvtudása
- magyar, német, angol, olasz, francia.

## Emlékezete
- Magyarországon több középiskola viseli a nevét.
  - Bláthy Ottó Titusz Informatikai Szakgimnázium, Budapest
  - Bláthy Ottó Szakközépiskola, Szakiskola és Kollégium, Tata
  - Bláthy Ottó Villamosipari Technikum, Miskolc
- Sírja Budapesten, a Kerepesi temetőben található (34-1-45).
- A „Bláthy 150, a transzformátor 125” című kiállítást 2010. szeptember 17. és október 7. között rendezték meg a Magyar Szabadalmi Hivatal Budapest V., Garibaldi u. 2. sz. alatti székházában.
- A Sárneczky Krisztián és Heiner Zsuzsanna által 2002. január 13-án felfedezett 126315 Bláthy kisbolygó a nevét viseli.